# Aristostomias lunifer
Aristostomias lunifer är en fiskart som beskrevs av Regan och Trewavas, 1930. Aristostomias lunifer ingår i släktet Aristostomias och familjen Stomiidae. Inga underarter finns listade i Catalogue of Life.